# Staticeae
Staticeae es una tribu de la familia  Plumbaginaceae. El género tipo es:  Statice L.

## Géneros
- Acantholimon Boiss.
- Aeoniopsis Rech.f. = Bukiniczia Lincz.
- Afrolimon Lincz. =~ Limonium Mill.
- Armeria Willd.
- Bakerolimon Lincz. =~ Limonium Mill.
- Bamiania Lincz.
- Bubania Girard = Limoniastrum Fabr.
- Bukiniczia Lincz.
- Caballeroa Font Quer, nom. inval. = Saharanthus M. B. Crespo & Lledó
- Cephalorhizum Popov & Korovin
- Ceratolimon M. B. Crespo & Lledó ~ Limoniastrum Fabr.
- Chaetolimon (Bunge) Lincz.
- Dictyolimon Rech.f.
- Eremolimon Lincz.
- Ghaznianthus Lincz. ~ Acantholimon Boiss.
- Gladiolimon Mobayen =~ Acantholimon Boiss.
- Goniolimon Boiss.
- Ikonnikovia Lincz.
- Limoniastrum Fabr.
- Limoniopsis Lincz.
- Limonium Mill.
- Muellerolimon Lincz.
- Myriolepis (Boiss.) Lledó et al. = Myriolimon Lledó et al.
- Myriolimon Lledó et al. ~ Limonium Mill.
- Neogontscharovia Lincz.
- Plegorhiza Molina = Limonium Mill.
- Popoviolimon Lincz.
- Psylliostachys (Jaub. & Spach) Nevski
- Saharanthus M. B. Crespo & Lledó ~ Limoniastrum Fabr.
- Statice L. = Armeria Willd.
- Vassilczenkoa Lincz.